# Goult
Goult település Franciaországban, Vaucluse megyében. Lakosainak száma 1067 fő (2022. január 1.). Goult Beaumettes, Bonnieux, Gordes, Lacoste, Ménerbes, Roussillon és Saint-Pantaléon községekkel határos.

## Népesség
A település népességének változása:
| Lakosok száma | 1142 | 1126 | 1149 | 1099 | 1097 | 1100 | 1092 | 1080 | 1067 |
|               | 2013 | 2015 | 2016 | 2017 | 2018 | 2019 | 2020 | 2021 | 2022 |